# Wohn- und Wirtschaftsgebäude Eitzendorf 44

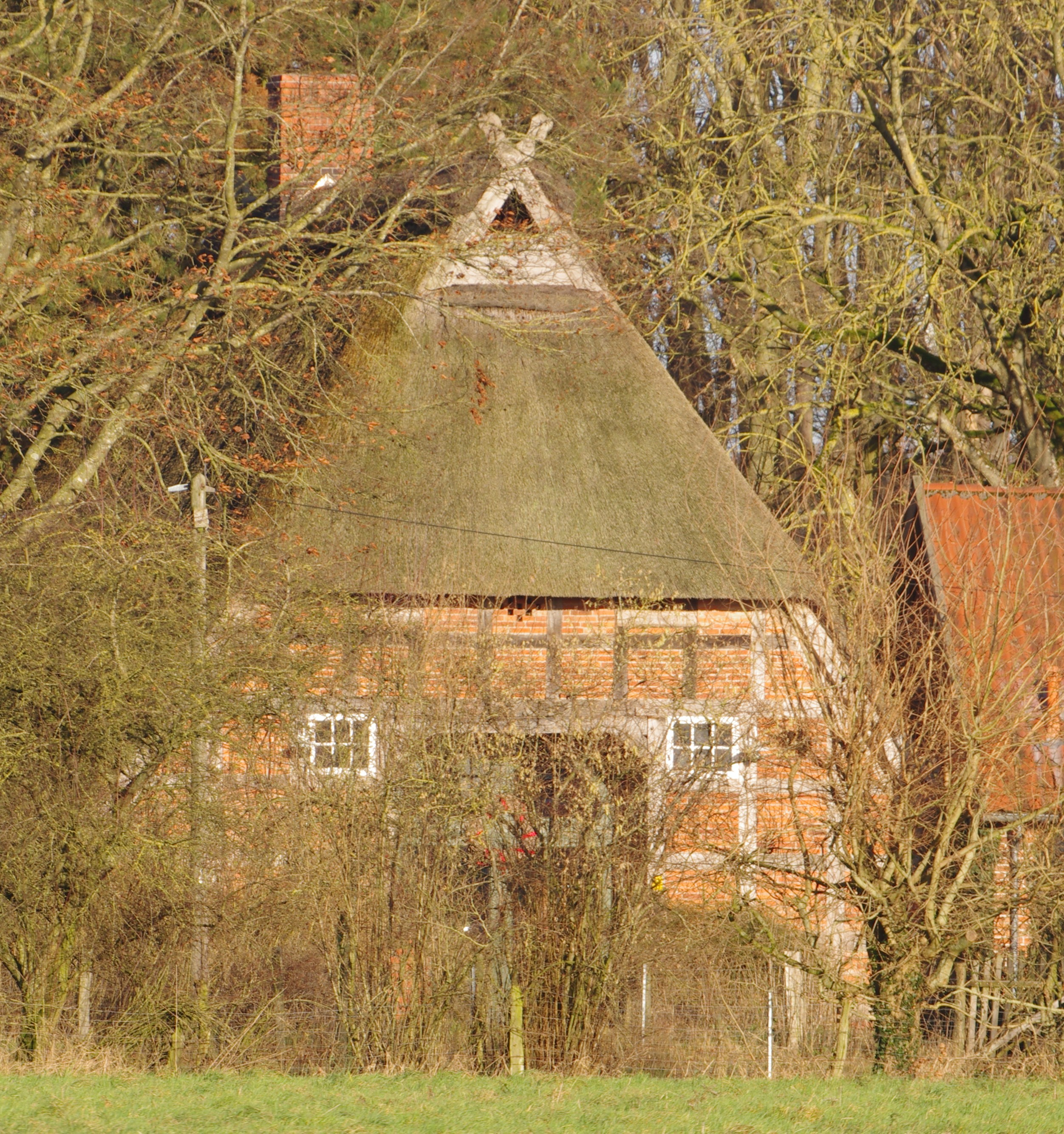

Das Wohn- und Wirtschaftsgebäude Eitzendorf 44 in Hilgermissen-Eitzendorf in der niedersächsischen Samtgemeinde Grafschaft Hoya stammt vom 19. Jahrhundert.
Aktuell (2023) wird es landwirtschaftlich genutzt.
Das Gebäude steht unter Denkmalschutz (siehe auch Liste der Baudenkmale in Hilgermissen).

## Beschreibung
Das eingeschossige giebelständige Zweiständer-Hallenhaus in Fachwerk mit Steinausfachungen sowie mit reetgedecktem Krüppelwalmdach, Niedersachsengiebel mit Uhlenloch, niedersächsischen Pferdeköpfen und Vorschauer wurde in der Mitte des 19. Jahrhunderts für die Familie Rippe gebaut.
Die Hofanlage besteht aus drei weiteren nicht denkmalgeschützten Gebäuden.
Das Landesdenkmalamt befand: „… geschichtliche Bedeutung … durch beispielhafte Ausprägung eines niederdeutschen Hallenhauses in Zweiständerkonstruktion … .“